# ماهی کج‌بینی دماغه
ماهی کج‌بینی دماغه (نام علمی: Callorhinchus capensis) نام یک گونه از تیره موش‌ماهیان خیش‌بینی است.